# Национальный педагогический университет имени М. П. Драгоманова
Национа́льный педагоги́ческий университе́т и́мени М. П. Драгома́нова (НПУ) (укр. Національний педагогічний університет імені М. П. Драгоманова) — именное высшее учебное заведение Украины ІV уровня аккредитации.
Ранее имени А. М. Горького, с 1991 года имени Михаила Петровича Драгоманова.

## История
В 1834 году Педагогический институт начал свою работу как структурное подразделение Университета Св. Владимира.
В 1920 году Управление высших школ Киева приняло решение создать на базе Киевского университета Св. Владимира и Высших женских курсов Киевский высший институт народного образования.
В 1933 году переименован в Киевский педагогический институт.
В 1936 году институту присвоено имя А. М. Горького.
В 1991 году институту присвоено имя М. П. Драгоманова.
В 1993 году переименован в Киевский государственный университет имени М. П. Драгоманова.
В 1996 году переименован в Украинский национальный педагогический университет имени М. П. Драгоманова.
В 1997 году переименован в Национальный педагогический университет имени М. П. Драгоманова.
В 2022 году был создан Украинский государственный университет имени М. П. Драгоманова, а Национальный педагогический университет им. М. П. Драгоманова был реорганизован путём присоединения к вновь созданному заведению.

## Кампусы и корпуса
Университет имеет 6 учебных корпусов, библиотеку на 8 читальных залов, 7 общежитий, спортивный комплекс с бассейном и игровыми залами, компьютерные классы, интернет-кафе, буфеты и столовые.

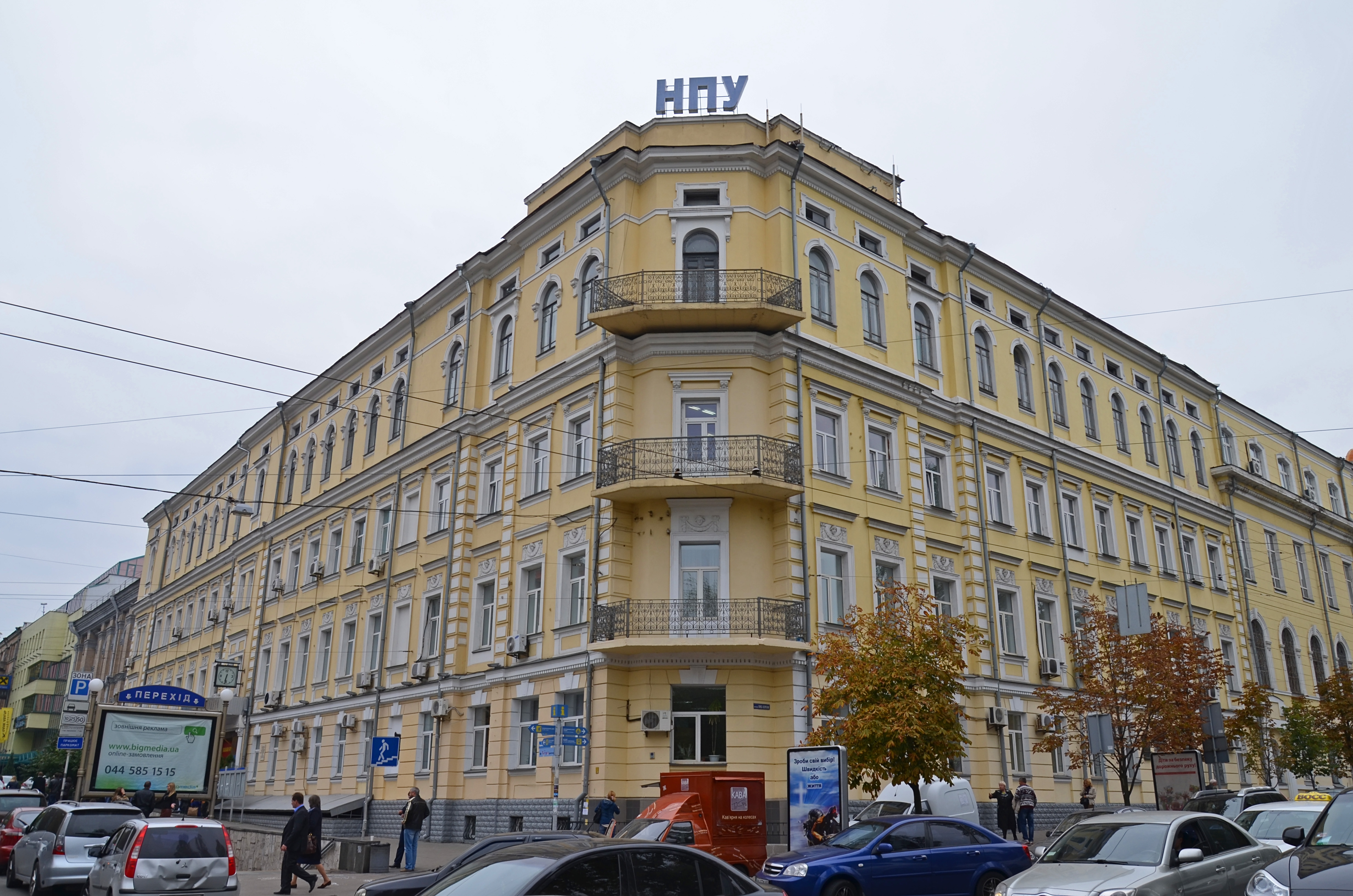
Главный корпус (улица Пирогова, 9)
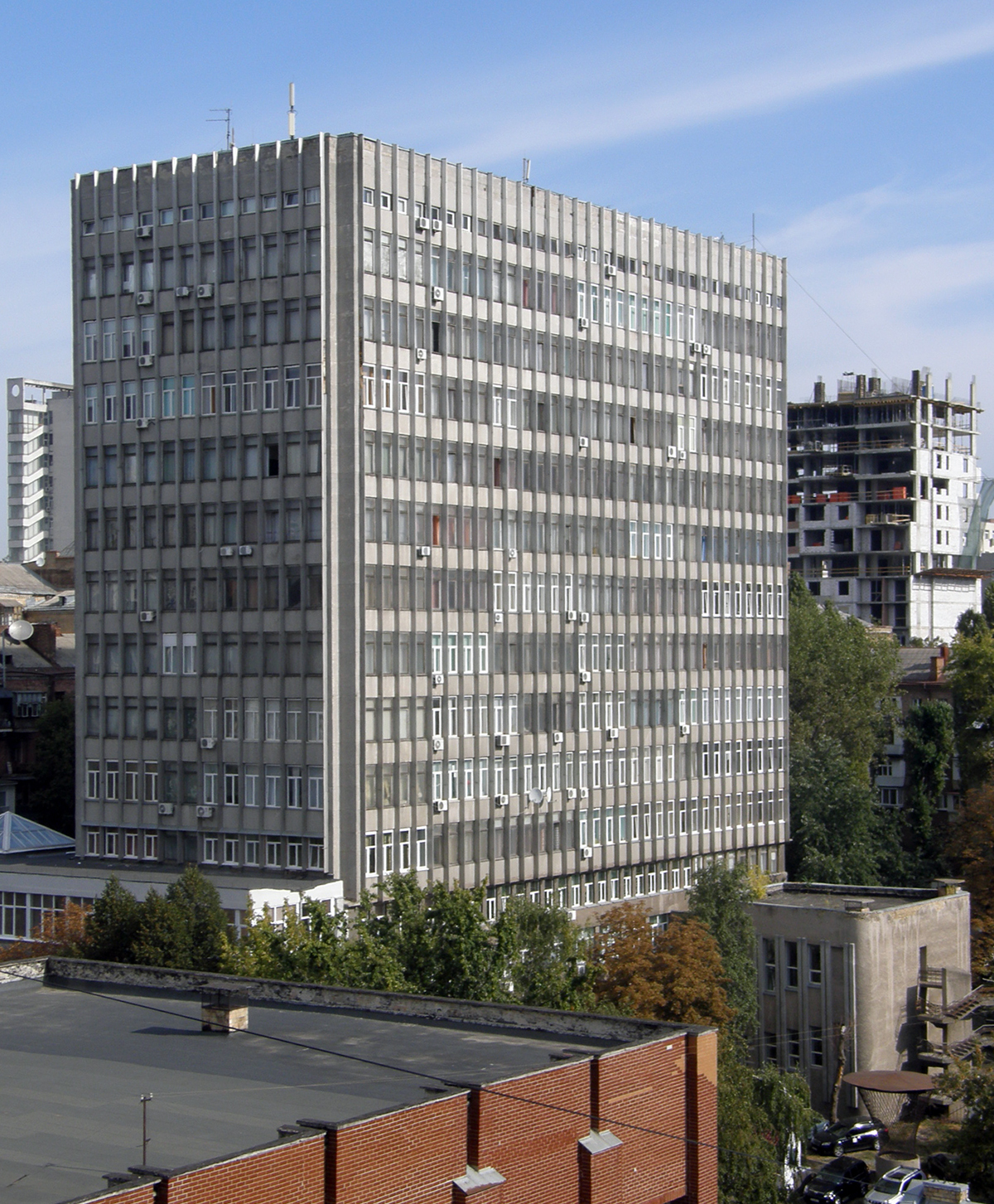
Гуманитарный корпус (улица Тургеневская, 8/14)
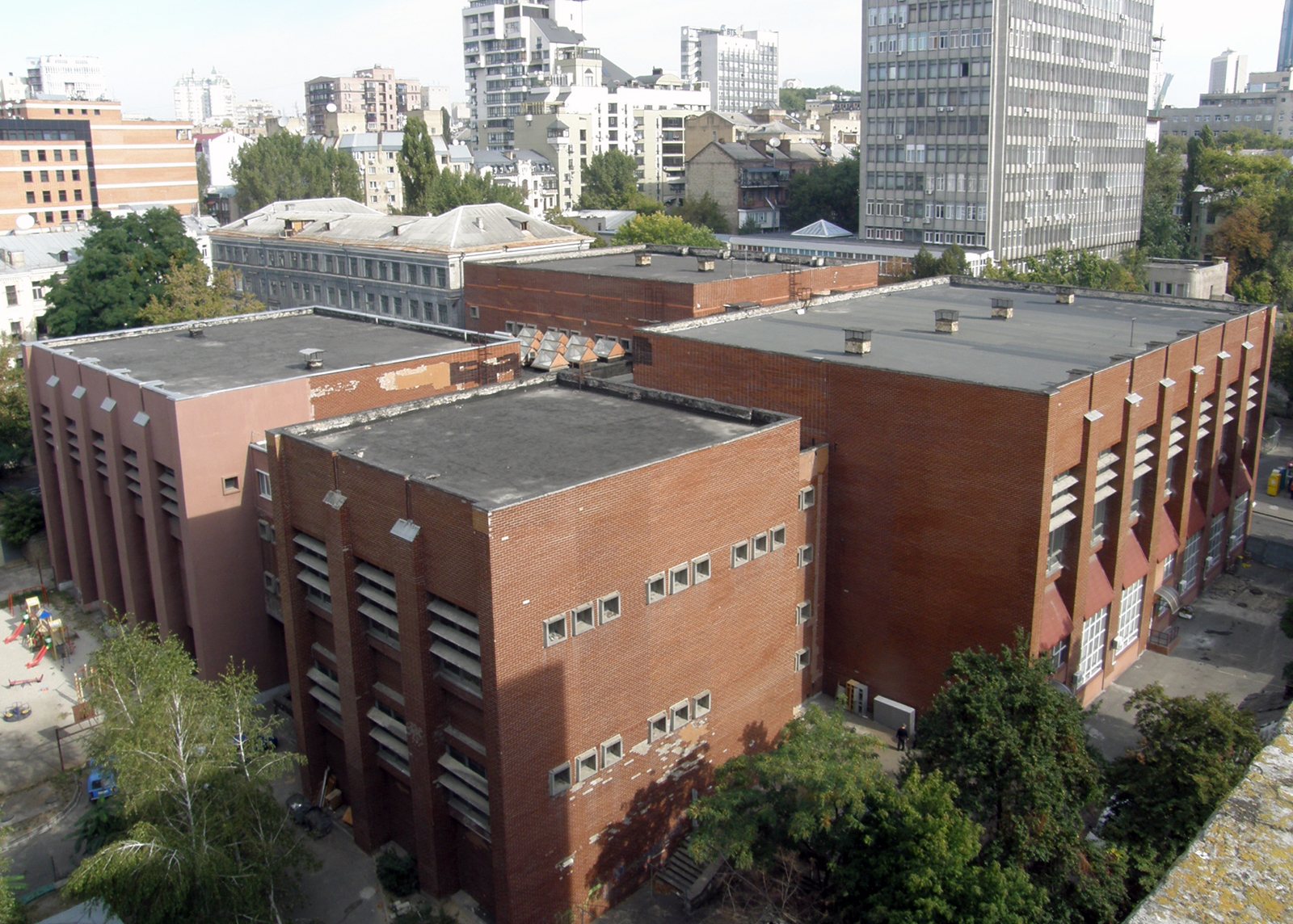
Спортивный комплекс (улица Тургеневская, 3/9)

## Институты и факультеты
- Инженерно-педагогический институт
- Факультет иностранной филологии
- Факультет математики, информатики и физики
- Факультет исторического образования
- Факультет коррекционной педагогики и психологии
- Факультет магистратуры, аспирантуры и докторантуры
- Факультет искусств
- Факультет педагогики и психологии
- Факультет переподготовки и повышения квалификации педагогических кадров
- Факультет естественно-географического образования и экологии
- Факультет политологии и права
- Факультет развития ребёнка
- Факультет социологии, психологии и управления
- Институт социальной работы и управления
- Факультет украинской филологии
- Институт физического воспитания и спорта
- Факультет философского образования и науки
- Вечерний факультет

## Почётные доктора и выпускники
- Байрак, Оксана Ивановна — известный украинский кинорежиссёр.
- Бессмертный, Роман Петрович — бывший Вице-премьер, министр Украины.
- Гольдберг Августа Мироновна — первый доктор психологических наук на Украине.
- Логвиненко, Михаил Семёнович — украинский и советский литературовед, публицист, журналист.
- Кличко, Виталий Владимирович — боксёр и политик.
- Кличко, Владимир Владимирович — боксёр и политик.
- Реент Александр Петрович — исследователь истории Украины XIX—XX вв.
- Синёв, Виктор Николаевич — выдающийся украинский учёный в области коррекционной педагогики, юридической и специальной психологии.
- Ярмаченко, Николай Дмитриевич — академик (сурдопедагогика), основатель и первый президент АПН Украины, сооснователь Международной макаренковской ассоциации.

Среди почётных профессоров университета — бывшие президенты Украины Леонид Кравчук и Виктор Ющенко, Евгений Березняк — «Майор Вихрь» — Герой Украины, спаситель Кракова, Рудольф Шустер — бывший президент Словакии, Хансюрген Досс — бывший депутат немецкого парламента, Моритц Хунцингер — всемирно известный специалист по PR.

## Награды и репутация
По данным журнала «Деньги», Национальный педагогический университет имени М. П. Драгоманова занимает 5-е место в рейтинге работодателей Украины.
В 2014 году агентство «Эксперт РА», включило ВУЗ в список лучших высших учебных заведений СНГ, где ему был присвоен рейтинговый класс «Е».